# Bodenburg Lina

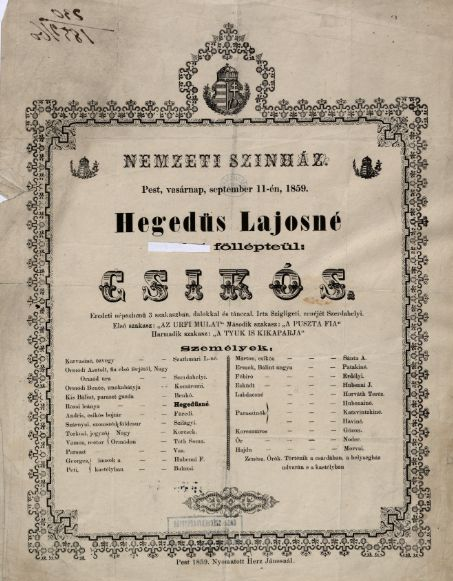
Utolsó fellépések színlapja

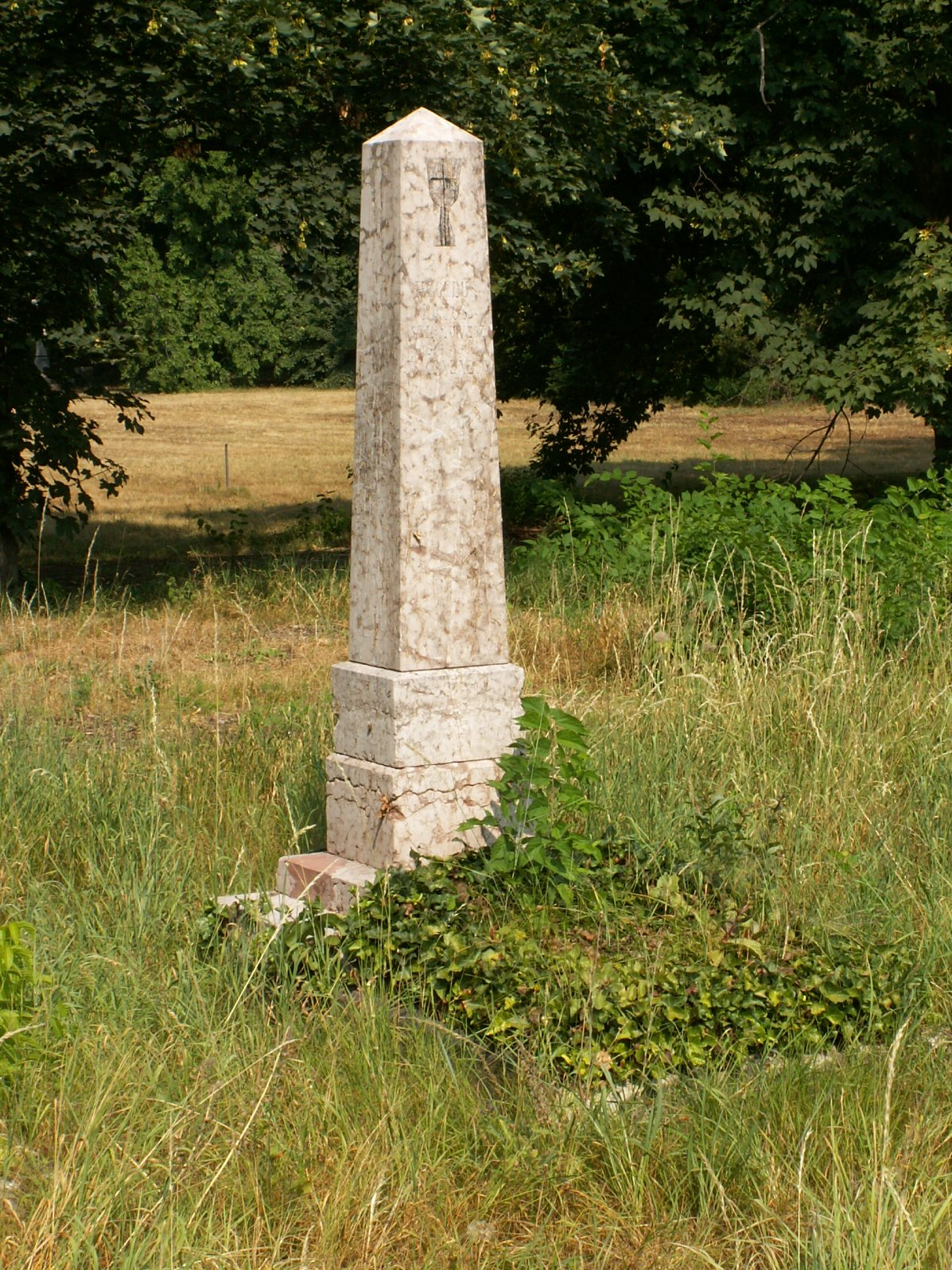
Férjével közös, 1923 körül készült sírja a Fiumei úti sírkertben (9-4-57)

Hegedüs Lajosné Bodenburg Lina, Hegedűsné Lina, eredeti nevén Bodenburg Karolina (Kéthely, 1836. június 22. – Pest, 1859. szeptember 19.) magyar színésznő, naiva és énekesnő. A népszínművek első jelentős tolmácsolója.

## Életútja
Feltehetően rokonságban állt Christian Bodenburg 18. századi Kassán működő arcképfestővel. Apja Bodenburg Károly 1848-as honvédhuszár kapitány, anyja Steinbach Mária.
A szabadságharc lezajlása után Miskolcon, majd Kassán nevelkedett. Apácák nevelték és mégis színésznő lett. A színpad iránt már a nevelőintézetben is nagy érdeklődéssel viseltetett. Ha csak szerét ejthette, színdarabokat olvasott. A benne rejlő nagy tehetséget Havi Mihály színigazgató fedezte fel. Az ő társulatánál lépett fel először 1854. február 18-án, Aradon, a Csikós népszínműben mint Rózsi. A következő évben — 1855. május 22-én — házasságra lépett Hegedűs Lajos színész és drámaíróval. Ettől kezdve csak mint Hegedűsné szerepelt.
Pár évi vidéki színészkedés után, miközben Aradon, Nagyváradon, Szegeden és Győrben játszott, vendégszereplésre hívták meg a Nemzeti Színházhoz, ahol 1858. június 6-án a Huszárcsínyben mint Marcsa lépett fel először. Másnap a Tücsökben, június 9-én az Egy nő, aki az ablakon kiugrik c. vígjátékban, június 13-án pedig a Csikósban játszott. Hatása, sikere rendkívüli volt. A közönség egyszerre a kegyeibe fogadta, a sajtó a legnagyobb elismeréssel nyilatkozott róla, az igazgatóság pedig azonnal leszerződtette. Szerződtetése nagy nyereség volt. A Nemzeti Színházban a népszínműnek Füredi Mihály személyében volt kitűnő énekese, de megfelelő énekesnője — talán a rövid ideig itt működött Lászlónét (De Caux Mimit) és Téli Emiliát leszámítva — nem volt. Hegedűsnében végre megtalálták a népdalok pacsirtáját és Füredi Mihály megfelelő színpadi párját. »Együtt játszottak, együtt énekeltek: a népdalok hőse és a népdalok kedves fülemiléje« — írja róluk a Hölgyfutár, majd pedig így folytatja: »Füredi és Hegedűsné dalaiban a magyar ének gyújtó ereje és igéző bája párosultak s örülheténk e valóban összeülő művészpár fölött.« Hegedűsné és Füredi valóban nagyon illettek egymáshoz énekben s játékban egyaránt. Mindketten kiváló művészi interpretálói voltak a magyar népléleknek. Mindkettőjükben isteni szikra égett és ellenállhatatlan varázserő lakott. A Hölgyfutár azt írja Hegedűsnéről, hogy »egyetlen futó mosolya, egyetlen elfordulása által is képes a nézőt meghatni.« Erre pedig csak a legnagyobbak képesek, csak azok, akik élni tudnak a színpadon. Hegedűsné mindenkit elbájolt, a páholyok előkelő közönségétől kezdve fel a karzat legmagasabb fokáig, az egész közönséget, az íróvilágot, a kritikát. Mindenki dicsérte, mindenki rajongott érte. A lapok egyedül csak egy kissé palócos kiejtését kifogásolták, ami talán Kassán ragadt rá. Az öreg emberek azonban, akik még látták és hallották, egyhangúlag odanyilatkoztak, hogy ez a kis palócos íz nagyon jól állott neki és egyáltalában nem volt zavaró. A népszínműben nem is lehetett az, annál kevésbé, mert Füredi Mihály, a "népdalok hőse", szintén palócosan ejtette a beszédet.
Hegedűsnét sudár alakja, kifejezésteli arca, ragyogó szeme, könnyed járása, szép hangja és szabályos mozdulatai egyként alkalmassá tették őt a külső illúzió felköltésére; de a lélek s a kedély megnyilvánulásai — úgy beszédben, mint nótáiban — szintén tökéletest belső illúziót keltettek. Amikor a Nemzeti Színházhoz került, csak 21 éves volt, tehát pályája kezdetén állott — és mégis magával ragadta az egész közönséget. De ezt a nagy sikert csak részben lehet egyéniségének rendkívüli bájával megmagyarázni. Nagy tehetség volt, nemcsak a népdal éneklésben, hanem a színjátszásban is. A Tücsök c. vígjátékban például háromszor játszotta Fanchont. A darab harmadik előadásáról ezt írja a Hölgyfutár: »Hegedűsné most még nagyobb gonddal játszotta e szerepet, mint első alkalommal. Sokat haladt. Sokat gondolt arra is, hogy Fanchon alakját minden felvonáson át teljes összhangba hozhassa. Az első felvonásban pajzánul szilaj volt ugyan, de gondosan került minden vadságot, nehogy elégesse maga után a hidat, mely a 4-ik felvonáshoz vezet. A holdfény melletti táncot, miközben a sziklára vetődő árnyékának mozgásában gyönyörködik, szebben adta, mint bármikor.« A kis Hegedűsné tehát a komplikáltabb színpadi feladatoknál nem bizta magát kitűnő színészi ösztönére, hanem okos számítással összhangba tudta hozni szerepének egyes kilengéseit, mégpedig a mesterkéltségnek minden látszata nélkül. Maga volt a megtestesült báj és a tűzről pattant elevenség. Már puszta megjelenése is hatásos volt.
Utoljára 1859. szeptember 11-én játszott a Csikósban. Színpadi pályáját a Csikósban kezdte és a Csikósban végezte. A férje beteges féltékenysége miatt meggyötört színésznő egy megfázás miatt nyolc nap múlva meghalt. A következő évben gyermeke és férje is követte a sírba. A családi tragédia országos megdöbbenést okozott. Jókai Mór, Újházy Ede és számos más kortársa írt nekrológot, megemlékezett róla. Nagy űr maradt utána, melyet egészen Blaháné felléptéig — tehát 12 évig — nem tudott betölteni senki. De egy jóidéig még Blaháné sem tudott megszabadulni a vele való összehasonlítástól. „A népdalok fülemiléje” méltó elődje volt a „nemzet csalogányának”.

„Anyám mesélte, hogy Hegedűsnét Pozsonyban mennyire ünnepelték, valósággal imádták, hogy kitűnő énekesnő, színésznő volt és gyönyörű asszony. De mindig bánat látszott az arcán; a férje, Hegedűs szörnyen féltékeny természetével agyonüldözte, emiatt sokat szenvedett. Egy gyönyörű kisfiacskája volt.
Hegedűsné meghalt, és csakhamar követte kisfiacskája is. Egyszer bevitték abba a szobába, ahol édesanyjának arcképe volt, hogy lássa a képet, és a kisgyermek szíve megrepedt. Hegedűs bánatában elhanyagolta magát, megbetegedett, és ő is utánuk halt.”

– Blaha Lujza: Életem naplója (1920)

## Fontosabb szerepei
- Borcsa (Vahot I.: Huszárcsíny)
- Fanchon (Birch–Pfeiffer: Tücsök)
- Törőné (Scribe: Egy nő, aki az ablakon kiugrik)
- Rózsi (Szigligeti E.: Csikós)
- Marcsa (Hirschfeld: Tündérlak Magyarhonban)